# (282275) 2002 OM12
(282275) 2002 OM12 es un asteroide perteneciente al cinturón de asteroides, descubierto el 25 de julio de 2002 por el equipo del Near Earth Asteroid Tracking desde el Observatorio Palomar, California, Estados Unidos.

## Designación y nombre
Designado provisionalmente como 2002 OM12.

## Características orbitales
2002 OM12 está situado a una distancia media del Sol de 2,794 ua, pudiendo alejarse hasta 3,582 ua y acercarse hasta 2,006 ua. Su excentricidad es 0,282 y la inclinación orbital 16,502 grados. Emplea 1705,50 días en completar una órbita alrededor del Sol.

## Características físicas
La magnitud absoluta de 2002 OM12 es 16,21. 